# اچ‌ام‌اس لنکستر (۱۷۹۷)
اچ‌ام‌اس لنکستر (۱۷۹۷) (به انگلیسی: HMS Lancaster (1797)) یک کشتی بود که طول آن ۱۷۳ فوت ۶ اینچ (۵۲٫۸۸ متر) بود. این کشتی در سال ۱۷۹۷ ساخته شد.